# Dražen (2024.)
Dražen je hrvatski biografski film Dražena Petrovića iz 2024. godine, redatelja Danila Šerbedžije i Ljube Zdjelarevića. Scenarist je Ivan Turković-Krnjak, dok su autori projekta i producenti Ljubo Zdjelarević i Ivor Šiber.
Film je svjetsku premijeru imao u Cinestar kinu u centru Dalmare u Šibeniku na Draženov 60. rođendan, 22. listopada 2024., u kinodistribuciju.krenuo je 31. listopada. Na streming platformi Netflix počeo se prikazivat od 5. veljače 2025., a od 9. svibnja na platformi Max. Film je 31. siječnja 2025. osvojio medijsku nagradu Zlatni studio za najbolji film godine, a Zrinka Cvitešić za najbolju glumicu godine za ulogu Biserke Petrović.
Proglašen je najgledanijim domaćim filmom u 2024. godini, s ukupno 86.528 gledatelja u Hrvatskoj – 81.627 u 2024. i dodatnih 4.901 u 2025. godini.

## Radnja
Film prikazuje sve faze života Dražena Petrovića, od odrastanja u Šibeniku s obitelji, igranja u košarkaškim klubovima Šibenki, Ciboni, Real Madrid Baloncestu, Portland Trail Blazersima i New Jersey Netsima, ratnog perioda, romantičnih veza, sve do nesretne smrti u automobilskoj nesreći 1993. godine.

## Glumačka postava

### Glavna
- Domagoj Nižić kao Dražen Petrović
  - Tonko Stošić kao mladi Dražen Petrović
- Romina Tonković kao Renata, Draženova djevojka
- Zrinka Cvitešić kao Biserka Petrović
- Pavle Matuško kao Aleksandar "Aco" Petrović
  - Lovre Tanfara kao mladi Aleksandar Petrović
- Dragan Mićanović kao Jovan "Jole" Petrović
- Valentin Perković kao Warren LeGarie
- Victoria Hauer kao Klara
- Mile Kekin kao trener Mirko Novosel

### Ostali
- Tomislav Dunđer kao suigrač Marko
- Filip Mayer kao suigrač Franjo
- Marko Petrović kao suigrač Ivo
- Vini Juričić kao Jadranka
- Kristina Beljan kao Hilal
- Dario Livajić kao Stojko
- Piotr Wierzchowski kao službenik na granici
- Filip Wałcerz kao službenik na granici
- Borna Hadžisejdić kao Špec
- Lidija Penić-Grgaš kao studentica
- Tonka Mršić kao studentica
- Lucija Blagonić kao studentica
- Josip Kučan kao trener Rick
- Rafael Bišćan kao mali Marko
- Nikolina Petrov Vušković kao Sanja
- Ivana Kerner kao Renatina mama
- Chris Randolph kao suigrač Kenny
- Domagoj Ikić kao suigrač Alan
- Felipe Čudina Begović kao trener Márquez
- Tomislav Zelenika kao vozač
- Jeanine Grčić kao pripita djevojka
- James Perry kao trener Willis Reed
- Adam Davenport kao šanker
- Anthony Cravin kao suigrač Clyde
- Lucija Alfier kao učiteljica
- Franka Klarić kao gosp. Skračić
- Matilda Sorić kao čistačica
- Yogi Lonich kao američki novinar
- Saša Kosanović kao hrvatski novinar
- Predrag Ličina kao srpski novinar
- Miha Jager kao slovenski novinar
- Olga Mujkić kao poljska novinarka
- Patricia Škorjanec kao Mirna
- Mira Brajdić kao starija gospođa
- Nika Golubić kao Lina
- Slavko Cvitković kao sportski komentator
- Dairon Thondique Gonzalez kao suigrač iz Reala
- Erik Mrakovčić kao pomoćni trener Portland Trail Blazersa
- Iva Divjak kao djevojka Iva
- Jakov Bilić kao trener Miro
- tamiko Rochelle kao Warrenova tajnica
- Ivica Zadro kao susjed
- Toni Malenica kao suigrač Ivica
- Toni Kukuljica kao suigrač Arijan
- Andres Martinez Vanaclocha kao trener Márquez (VO)
- Richard Sexton kao Warrenov dubler

## Produkcija
Film je u nastao u produkciji studija Kinoteka i koprodukciji srpskog studija Living Pictures, slovenskog studija December i američkog studija RTG Picture. U lipnju 2022. film je prošao javni poziv HAVC-a za proizvodnju te razvoj scenarija i projekata u 2022. godini gdje mu je HAVC dodijelio 5 i pol milijuna kuna za traženje koproducenata, glumaca te autentičnih lokacija. Film su podržali Hrvatski audiovizualni centar (HAVC), HRT, Hrvatski olimpijski odbor, Slovenski filmski centar, Filmski centar Srbije, Atlantic Grupa, Erste banka, Wiener osiguranje, američki studio RTG Picture, košarkaški magazin SLAM i mnogi drugi.

### Snimanje
Snimanje filma počelo je u Šibeniku u trajanju od 23. do 26. rujna. Snimao se na originalnim lokacijama gdje je Dražen boravio kao što je Osnovna škola Maršala Tita, gdje se za potrebe snimanja postavljen koš na izvorno mjesto na kojem je on igrao. Osim u Šibeniku snimalo se u: Zagrebu, Madridu i u Americi. Za potrebe snimanja NBA je ustupio licencu za korištenja dresova, logotipa raznih košarkaških klubova. Snimanje je trajalo sedam tjedana od početnih planiranih 40 dana, a završeno je 27. studenoga 2023. u Jerseyju u SAD-u. Postprodukcija je trajala do jeseni 2024. godine.

## Promocija
Službeni teaser objavljen je 1. srpnja 2024.

## Vanjske poveznice
- Službena stranica – drazenmovie.com
- Službena stranica na Facebook-u
- Dražen u internetskoj bazi filmova IMDb-a
- Dražen u internetskom katalogu hrvatskih filmova HAVC-a